# Ruby Princess
El Ruby Princess es un crucero de la clase Grand propiedad de la Princess Cruises. Fue construido en 2008 por Fincantieri en Trieste, Italia.
Es un barco gemelo del Crown Princess y el Emerald Princess, fue nombrado oficialmente en Fort Lauderdale, Florida el 6 de noviembre de 2008.

## Diseño
El Ruby Princess continuó con el diseño modificado de la clase Grand.